# Escadrille 237
L'escadrille 237 est une unité de l'aéronautique militaire française pendant la Première Guerre mondiale. Elle est créée sous le nom d'escadrille SOP 237 le 16 mars 1918 avant de devenir l'escadrille BR 237 après son passage aux Breguet 14 en mai de la même année.

## Historique
L'escadrille 237 est mise sur pied le 16 mars 1918 à Vacon à partir du dédoublement de l'escadrille SOP 223. Pour refléter son équipement avec dix Sopwith 1½ Strutter (1A2 dans la dénomination française), elle est donc nommée SOP 237. La nouvelle escadrille est placée sous les ordres du lieutenant Maurice Sénéchal-Chevallier et rattachée à la 1re armée du général Marie-Eugène Debeney.
Par manque de sources, le parcours précis de l'escadrille est difficile à tracer. Rattachée à sa création à la 1re armée, cette dernière comporte à ce moment quatre autres escadrilles similaires (et 7 autres escadrilles diverses). Cependant, pour James J. Davilla et Arthur M. Soltan, l'escadrille 237 serait rattachée au 9e corps d'armée (au sein de la 1re armée) entre mars et mai 1918, date de son changement de nom. Toujours selon eux, l'escadrille serait rattachée à la 4e armée à partir de son passage sur Breguet 14 et jusqu'à l'Armistice du 11 novembre 1918.
Au cours de sa période d'activité, l'escadrille 237 perd 3 hommes : le sous-lieutenant Sarrauste de Menthière (tué le 29 mai 1918), ainsi que le maréchal des logis François Périgot et le sous-lieutenant Lescure, tous deux portés disparus le 1er juin 1918.
Après la fin de la Première Guerre mondiale, l'escadrille BR 237 est dissoute le 1er janvier 1919. Ses traditions sont cependant reprises pendant la Seconde Guerre mondiale par la 1re escadrille du Groupe de Transport GT III/15 actif entre 1940 et 1942. Elles sont reprises une nouvelle fois par la première escadrille du GT III/15 Maine entre le 1er février 1945 et le 1er juillet 1947.

## Symbolique
Lors de sa création, les pilotes de l'escadrille 237 choisissent comme emblème un porc-épic rayé gris et blanc ressemblant fortement à l'insigne personnel de Louis XII visible au château de Pierrefonds dans l'Oise (lieu qui sert d'ailleurs de stationnement à l'escadrille en avril 1918.

## Liste des commandants
Le lieutenant Maurice Sénéchal-Chevallier conserve le commandement de l'escadrille pendant toute la durée de son existence.

## Appareils utilisés
Lors de sa création, l'escadrille 237 reçoit dix Sopwith 1A2 correspondants aux numéros de série suivants : 1440, 1508, 3439, 3539, 3542, 5317, 5320, 5321, 5329 et 5492. Le 1er mai 1918, l'escadrille reçoit des Breguet 14A2 pour remplacer ses Sopwith. Puis, à une date indéterminée, elle passe sur un modèle d'avion Letord.